# ジャパンプレスサービス
ジャパン・プレス・サービス（英：Japan Press Service Co.Ltd）は、日本共産党のしんぶん赤旗編集局が発行する機関紙・書籍・パンフレットなどを英訳する会社である。

## 概要
1950年のレッドパージで共同通信社を解雇された人たちを中心に1957年に設立された。
日本の革新・反戦運動を国内外に伝えるしんぶん赤旗英訳ニュース「ジャパン・プレス・ウィークリー」を発行し、時代に合わせてラジオテレタイプ、印刷物、ウェブとメディアを変えて提供している。